# Atletica leggera ai Giochi della XXIV Olimpiade - Getto del peso femminile

Video della gara (Natalja Lisovskaja al primo turno)

Video della gara (Natalja Lisovskaja al quarto turno)

Il getto del peso ha fatto parte del programma femminile di atletica leggera ai Giochi della XXIV Olimpiade. La competizione si è svolta nei giorni 30 settembre e 1º ottobre 1988 allo Stadio olimpico di Seul.

## Presenze ed assenze delle campionesse in carica
| Competizione        | Atleta              | Prestazione | Seul 1988 |
| ------------------- | ------------------- | ----------- | --------- |
| Olimpiadi 1984      | Claudia Losch       | 20,48 m     | Presente  |
| Commonwealth 1986   | Gael Martin         | 19,00 m     | Assente   |
| Goodwill Games 1986 | Natal'ja Lisovskaja | 21,37 m     | Presente  |
| Europei 1986        | Heidi Krieger       | 21,10 m     | Assente   |
| Panamericani 1987   | Ramona Pagel        | 18,56 m     | Presente  |
| Mondiali 1987       | Natal'ja Lisovskaja | 21,24 m     | Presente  |

1. ↑  Nello stesso anno 1987 la russa stabilisce il nuovo record del mondo con 22,63 m.

## La gara
Qualificazioni: la prestazione migliore è di Claudia Losch con 20,39 metri.

Finale: se c'è una medaglia d'oro già assegnata è quella del Peso femminile. La sovietica Natalia Lisovskaja piazza un 21,69 al primo turno e la gara è praticamente finita. All'ultimo lancio regala al pubblico, e a se stessa, un bel 22,24. Il distacco con la seconda classificata è di 117 cm.
Una novità c'è: il terzo posto della cinese Li Meisu. Giunge quinta, invece, la campionessa uscente, Claudia Losch, con 20,27.

## Risultati

### Turni eliminatori
| 2Gruppi | 30 settembre | 28 iscritte    | Si qualificano alla finale le prime 10 atlete che ottengono la misura di 19,50 metri (Q) + i due migliori lanci (q). |
| Finale  | 1º ottobre   | 12 concorrenti | |

## Qualificazioni
Venerdì 30 settembre 1988.
| Pos. | Atleta               | Nazione          | Prove    | Prove    | Prove    | Misura  | Note                          |
| Pos. | Atleta               | Nazione          | 1ª prova | 2ª prova | 3ª prova | Misura  | Note                          |
| ---- | -------------------- | ---------------- | -------- | -------- | -------- | ------- | ----------------------------- |
| 1    | Claudia Losch        | Germania Ovest   | 18,82 m  | 20,39 m  | –        | 20,39 m | Q                             |
| 2    | Meisu Li             | Cina             | 20,30 m  | –        | –        | 20,30 m | Q                             |
| 3    | Kathrin Neimke       | Germania Est     | 20,18 m  | –        | –        | 20,18 m | Q                             |
| 4    | Heike Hartwig        | Germania Est     | 19,22 m  | 20,06 m  | –        | 20,06 m | Q                             |
| 5    | Zdenka Silhava       | Cecoslovacchia   | 19,74 m  | –        | –        | 19,74 m | , Q                           |
| 6    | Yuzhen Cong          | Cina             | 19,55 m  | –        | –        | 19,55 m | Q                             |
| 7    | Svetla Mitkova       | Bulgaria         | 18,80 m  | 19,53 m  | –        | 19,53 m | Q                             |
| 8    | Bonnie Dasse         | Stati Uniti      | 19,29 m  | 19,45 m  | 18,94 m  | 19,45 m | q                             |
| 9    | Valentyna Fedjušyna  | Unione Sovietica | 16,93 m  | 19,05 m  | 19,06 m  | 19,06 m |                               |
| 10   | Connie Price         | Stati Uniti      | 15,61 m  | X        | 17,09 m  | 17,09 m |                               |
| 11   | Isabel Urrutia       | Colombia         | 15,13 m  | 14,85 m  | 14,42 m  | 15,13 m | Miglior prestazione personale |
| 11   | Yvonne Hanson-Nortey | Gran Bretagna    | 15,13 m  | 14,86 m  | X        | 15,13 m | Miglior prestazione personale |
| 13   | Siulolo Vao Ikavuka  | Tonga            | 12,31 m  | X        | 11,18 m  | 12,31 m |                               |

| Pos. | Atleta                 | Nazione          | Prove    | Prove    | Prove    | Misura  | Note |
| Pos. | Atleta                 | Nazione          | 1ª prova | 2ª prova | 3ª prova | Misura  | Note |
| ---- | ---------------------- | ---------------- | -------- | -------- | -------- | ------- | ---- |
| 1    | Ines Mueller           | Germania Est     | 19,79 m  | –        | –        | 19,79 m | Q    |
| 2    | Natalja Lisovskaja     | Unione Sovietica | 19,78 m  | –        | –        | 19,78 m | Q    |
| 3    | Zhihong Huang          | Cina             | 19,71 m  | –        | –        | 19,71 m | Q    |
| 4    | Natalja Achrimenko     | Unione Sovietica | 19,26 m  | 19,40 m  | X        | 19,40 m | q    |
| 5    | Iris Plotzitzka        | Germania Ovest   | 18,79 m  | 19,06 m  | X        | 19,06 m |      |
| 6    | Ramona Pagel           | Stati Uniti      | 18,55 m  | 18,45 m  | 18,36 m  | 18,55 m |      |
| 7    | Judy Oakes             | Gran Bretagna    | 17,76 m  | 18,34 m  | 18,02 m  | 18,34 m |      |
| 8    | Myrtle Augee           | Gran Bretagna    | 16,85 m  | 16,44 m  | 17,31 m  | 17,31 m |      |
| 9    | Deborah Saint-Phard    | Haiti            | 14,87 m  | 15,35 m  | 16,02 m  | 16,02 m |      |
| 10   | Grace Apjafi           | Nigeria          | 15,06 m  | 15,05 m  | 14,58 m  | 15,06 m |      |
| 11   | Mi-Sun Choi            | Corea del Sud    | 13,90 m  | 13,44 m  | 13,97 m  | 13,97 m |      |
| 12   | Jeannenicole Minyemeck | Camerun          | 11,84 m  | 12,73 m  | 12,61 m  | 12,73 m |      |
| -    | Soňa Vašíčková         | Cecoslovacchia   |          |          |          | dns     |      |

## Finale
| Record mondiale      | Natalja Lisovskaja | 22,63 m | Mosca   | 7 giugno 1987  |
| Record olimpico      | Ilona Slupianek    | 22,41 m | Mosca   | 24 luglio 1980 |
| Capolista stagionale | Natalja Lisovskaja | 22,55 m | Tallinn | 5 luglio 1988  |

Sabato 1º ottobre 1988, Stadio olimpico di Seul.
Le migliori 8 classificate dopo i primi tre lanci accedono ai tre lanci di finale.
| Pos     | Atleta             | Nazione          | Prove    | Prove    | Prove    | Prove    | Prove    | Prove    | Misura  | Note |
| Pos     | Atleta             | Nazione          | 1ª prova | 2ª prova | 3ª prova | 4ª prova | 5ª prova | 6ª prova | Misura  | Note |
| ------- | ------------------ | ---------------- | -------- | -------- | -------- | -------- | -------- | -------- | ------- | ---- |
| Oro     | Natalja Lisovskaja | Unione Sovietica | 21,69 m  | 21,49 m  | 21,24 m  | 21,74 m  | 21,11 m  | 22,24 m  | 22,24 m |      |
| Argento | Kathrin Neimke     | Germania Est     | 19,64 m  | 20,07 m  | 19,82 m  | 20,37 m  | 20,72 m  | 21,07 m  | 21,07 m |      |
| Bronzo  | Meisu Li           | Cina             | 19,99 m  | 20,03 m  | 20,72 m  | 20,49 m  | 21,06 m  | 20,84 m  | 21,06 m |      |
| 4       | Ines Mueller       | Germania Est     | 20,37 m  | 19,34 m  | X        | X        | 19,55 m  | 20,34 m  | 20,37 m |      |
| 5       | Claudia Losch      | Germania Ovest   | 20,08 m  | X        | 19,40 m  | 20,27 m  | X        | X        | 20,27 m |      |
| 6       | Heike Hartwig      | Germania Est     | 19,94 m  | 20,20 m  | 19,71 m  | 20,16 m  | X        | 19,75 m  | 20,20 m |      |
| 7       | Natalja Achrimenko | Unione Sovietica | 19,37 m  | 19,86 m  | 19,18 m  | X        | 19,60 m  | 20,13 m  | 20,13 m |      |
| 8       | Zhihong Huang      | Cina             | 18,26 m  | 19,15 m  | 19,82 m  | 19,79 m  | 19,73 m  | 19,56 m  | 19,82 m |      |
| 9       | Yuzhen Cong        | Cina             | 19,69 m  | X        | 19,65 m  |          |          |          | 19,69 m |      |
| 10      | Svetla Mitkova     | Bulgaria         | 18,29 m  | 18,79 m  | 19,09 m  |          |          |          | 19,09 m |      |
| 11      | Zdenka Silhava     | Cecoslovacchia   | 16,85 m  | 18,86 m  | X        |          |          |          | 18,86 m |      |
| 12      | Bonnie Dasse       | Stati Uniti      | 17,60 m  | 17,59 m  | 17,51 m  |          |          |          | 17,60 m |      |

Legenda:
- X = Lancio nullo;
- RO = Record olimpico;
- RN = Record nazionale;
- RP = Record personale.